# Pompei Farcaș
Pompei Farcaș (n. secolul al XIX-lea – d. secolul al XX-lea) a fost un deputat în Marea Adunare Națională de la Alba Iulia, organismul legislativ reprezentativ al „tuturor românilor din Transilvania, Banat și Țara Ungurească”, cel care a adoptat hotărârea privind Unirea Transilvaniei cu România, la 1 decembrie 1918.:p. 77

## Activitate politică

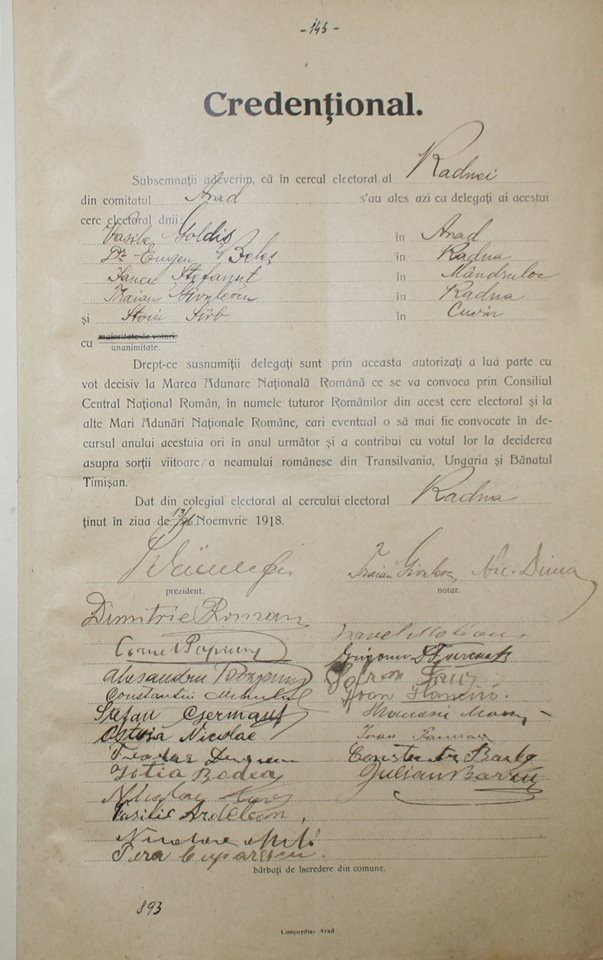
Credențional

A luat parte la Adunarea Națională din 1 decembrie 1918 ca delegat de drept din partea Societății pentru fond de teatru român, din Despărțământul Șimleul Silvaniei.:p. 281